# Carl Garcke
Carl Garcke (* 1804 in Bleicherode bei Nordhausen; † 5. November 1888 in Zeitz) war Landwirt und Politiker in der preußischen Provinz Sachsen.

## Leben
Er wurde 1804 in Bleicherode bei Nordhausen geboren. Sein Vater Friedrich Garcke war dort Steuereinnehmer. Carl besuchte das Gymnasium in Quedlinburg bis Ende Secunda 1820 und lernte danach eineinhalb Jahre Landwirtschaft bei dem Pächter der preußischen Domäne Schlanstedt, Oberamtmann Rabe. Er blieb in Schlanstedt weitere drei Jahre als Verwalter.
Mitte 1825 hatte sein Vater das Rittergut Wittgendorf südöstlich von Zeitz aus einer Versteigerung erworben, so dass Carl Garcke, nachdem er den einjährigen Militärdienst absolviert hatte, in Wittgendorf zu wirtschaften begann. Er verheiratete sich 1832 mit Sophie Graeser, der Tochter eines Gutsbesitzers in Prößdorf bei Lucka in Sachsen. Die Ehefrau starb nach drei Jahren, die zwei Kinder starben sehr jung. Er verheiratete sich in zweiter Ehe im September 1836 mit Louise Kober, deren Vater Christian Heinrich Kober das große Rittergut Breitenfeld nordwestlich von Leipzig gepachtet hatte. Aus der Ehe gingen neun Kinder, sechs Mädchen und drei Jungen hervor. Garcke starb am 5. November 1888 in Zeitz.

### Politiker
Garcke wurde 1845 von den Rittergutsbesitzern im Gebiet des ehemaligen Stiftes Naumburg-Zeitz zum Abgeordneten im Provinziallandtag der Provinz Sachsen gewählt. Nach der Verordnung vom 17. Mai 1827 war von den acht Abgeordneten der Ritterschaft im Thüringischen Bezirk einer in dem Stift Naumburg-Zeitz zu wählen. In der Curie der Ritterschaft war er der einzige Bürgerliche. In den folgenden Jahren tagte der Landtag aber nicht.
Zum April 1847 berief König Friedrich Wilhelm IV. die Abgeordneten aller Landtage der Provinzen zu einem Vereinigten Landtag nach Berlin ein. Anders als der König sich vorgestellt hatte, trugen die Verhandlungen des Landtages mit dazu bei, die seinerzeitige politische Krise im Lande zu verstärken. Sie war die Folge des Gärungsprozesses, der während der dreißiger und vierziger Jahre ganz Deutschland erfasst hatte: den beharrenden Kräften, in Preußen verkörpert durch den König, den „Romantiker auf dem Thron“, von historisch-patriarschalischem, christlich-germanischem und ständischem Denken geprägt, wirkten entgegen die Antriebskräfte für Veränderungen: liberales Gedankengut, Verlangen nach politischer Mitbestimmung, in der Provinz Sachsen eine „Opposition im Talar“ gegen einen religiösen Ständestaat,  beginnende Industrialisierung, Revolution des Verkehrs durch Eisenbahn und Dampfschifffahrt. Wirtschaftliche Krisen verstärkten das Streben nach Veränderung. Obwohl der Vereinigte Landtag keine Entscheidungsbefugnisse hatte, wurden seine Verhandlungen in ganz Deutschland lebhaft verfolgt. Hier wurden zum ersten Mal, außerhalb der eigentlichen Befugnisse der Versammlung, von Vertreter aus Gebieten vom Rhein bis Ostpreußen in erregten Debatten Fragen der politischen Verfassung angesprochen. Das Zögern des Königs, die erwiesene politische Ohnmacht der Versammlung erhöhten die Verbitterung im Lande.
Carl war von den Kräften für Veränderung nicht berührt. Er gehörte dem konservativen Lager an. Bei allen Abstimmungen stimmte er wie die Mehrheit seiner Standesgenossen in der Ritterschaft. Die Anträge zur Stärkung der Rechte des Vereinigten Landtags, zur Ostbahn-Anleihe, zur Emanzipation der Juden lehnte er ab.
Am 2. April 1848 trat der Zweite Vereinigte Landtag in Berlin zusammen, in dem Garcke gleichfalls Mitglied war. Inzwischen waren im März in Berlin und in anderen preußischen Städten revolutionäre Unruhen ausgebrochen. Der Vereinigte Landtag einigte sich darauf, eine Preußische Nationalversammlung einzuberufen. An den ab 1851 wieder in Merseburg tagenden Provinzial-Landtagen der Provinz Sachsen war er weiterhin Mitglied.

### Landwirt
Carl Garcke war anerkannt als landwirtschaftlicher Sachverständiger. Er gehörte der für den Kreis Zeitz gewählten Veranlagungskommission an, die für Steuerzwecke die landwirtschaftlichen Boden- und Wirtschaftsverhältnisse feststellte. Er war Kreisverordneter der Generalkommission zu Merseburg zur Regulierung der gutsherrlichen und bäuerlichen Verhältnisse, der Gemeinheitsteilungen und Ablösungen in den Regierungsbezirken Merseburg und Erfurt. Außerdem war er Kreisdirektor des Kreises Zeitz der Land-Feuer-Sozietät für das platte Land des Herzogtums Sachsen.